# كارل هينريتش هيرتويغ
كارل هينريتش هيرتويغ (بالألمانية: Carl Heinrich Hertwig)‏ هو طبيب بيطري ألماني، ولد في 10 يناير 1798 في Oława ‏ في بولندا، وتوفي في 19 يوليو 1881 في برلين في ألمانيا.